# César Augusto Ramírez
César Augusto Ramírez (24 de març de 1977) és un exfutbolista paraguaià.

## Selecció del Paraguai
Va formar part de l'equip paraguaià a la Copa del Món de 1998. Fou jugador del Clube de Regatas do Flamengo el 2005.